# Costa Rica op de Olympische Zomerspelen 1980
Costa Rica nam deel aan de Olympische Zomerspelen 1980 in Moskou, Sovjet-Unie. De ploeg, bestaande uit 28 mannen en 1 vrouw, won geen enkele medaille, net als vier jaar eerder in Montreal.

## Deelnemers en resultaten

### Boogschieten
| Olympiër      | Discipline      | Resultaat | Prestatie                                                                              |
| ------------- | --------------- | --------- | -------------------------------------------------------------------------------------- |
| Jorge Murillo | individueel (m) | 36e       | 1ste ronde: 36ste met 1041 punten 2de ronde: 33ste met 1086 punten totaal: 2127 punten |
| Juan Wedel    | individueel (m) | 35e       | 1ste ronde: 35ste met 1075 punten 2de ronde: 34ste met 1071 punten totaal: 2146 punten |

### Judo
| Olympiër        | Discipline | Resultaat | Prestatie                                |
| --------------- | ---------- | --------- | ---------------------------------------- |
| Ronny Sanabria  | -60kg (m)  | 13e       | 1ste ronde: vrij 2de ronde: V van PRK Ko |
| Álvaro Sanabria | -65kg (m)  | 19e       | 1ste ronde: V van TCH Kříž               |
| Manuel Chavez   | -71kg (m)  | 19e       | 1ste ronde: V van URS Namgalauri         |

### Schietsport
| Olympiër          | Discipline             | Resultaat | Prestatie                             |
| ----------------- | ---------------------- | --------- | ------------------------------------- |
| Mauricio Alvarado | 50m geweer 3 houdingen | 38e       | 1057 punten: (385-345-327)            |
| Roger Cartin      | 50m geweer 3 houdingen | 39e       | 1022 punten: (381-347-294)            |
| Mauricio Alvarado | 50m geweer liggend     | 54e       | 560 punten: (96-94-94-94-93-89)       |
| Roger Cartin      | 50m geweer liggend     | 53e       | 570 punten: (94-93-95-98-95-95)       |
| Mariano Lara      | 50m pistool            | 26e       | 542 punten: (93-89-93-88-91-88)       |
| Rodrigo Ruiz      | 50m pistool            | 29e       | 512 punten: (84-89-84-84-79-92)       |
| Marco Hidalgo     | 25m snelvuurpistool    | 31e       | 579 punten: (289-290)                 |
| Alvaro Guardia    | skeet                  | 44e       | 176 punten: (21-23-21-17-24-24-22-24) |

### Voetbal
| Olympiër | Discipline | Resultaat | Prestatie                                                              |
| --- | ---------- | --------- | ---------------------------------------------------------------------- |
| Julio Morales Javier Masís Ricardo García Carlos Toppings Roger Álvarez Dennis Marshall Francisco Hernández Tomás Velásquez Jorge White Marvin Obando Mínor Alpízar William Avila Omar Arroyo Luis Fernández Hérbert Quesada Carlos Jiménez | mannen     | 16e       | groep D: 4de V van Irak: 0-3 V van Joegoslavië: 2-3 V van Finland: 0-3 |

| Groep D |             |             |             |             |             |            |            |            |        |
| #       | Land        | Wedstrijden | Wedstrijden | Wedstrijden | Wedstrijden | Doelpunten | Doelpunten | Doelpunten | Punten |
| #       | Land        | G           | W           | G           | V           | V          | T          | Saldo      | Punten |
| 1       | Joegoslavië | 3           | 2           | 1           | 0           | 6          | 3          | +3         | 5      |
| 2       | Irak        | 3           | 1           | 2           | 0           | 4          | 1          | +3         | 4      |
| 3       | Finland     | 3           | 1           | 1           | 1           | 3          | 2          | +1         | 3      |
| 4       | Costa Rica  | 3           | 0           | 0           | 3           | 2          | 9          | -7         | 0      |

| Ronde      | Datum | Plaats      | Land | Score      | Land |
| ---------- | ----- | ----------- | ---- | ---------- | ---- |
| Groepsfase |       |             |      |            |      |
| 21 juli    | Kiev  | Irak        | 3-0  | Costa Rica |      |
| 23 juli    | Minsk | Joegoslavië | 3-2  | Costa Rica |      |
| 25 juli    | Kiev  | Finland     | 3-0  | Costa Rica |      |

### Zwemmen
| Olympiër                | Discipline           | Resultaat | Prestatie                                      |
| ----------------------- | -------------------- | --------- | ---------------------------------------------- |
| Andrey Aguilar          | 200m schoolslag (m)  | 17e       | serie 2: 5de in 2.33,19                        |
| Andrey Aguilar          | 100m vlinderslag (m) | 25e       | serie 3: 6de in 58,35                          |
| Andrey Aguilar          | 200m vlinderslag (m) | 19e       | serie 2: 5de in 2.07,57                        |
| Andrey Aguilar          | 400m wisselslag (m)  | 22e       | serie 1: 5de in 4.41,74                        |
|                         |                      |           |                                                |
| Maria del Milagro Paris | 100m vrije slag (v)  | 21e       | serie 2: 6de in 1.01,08                        |
| Maria del Milagro Paris | 100m rugslag (v)     | 22e       | serie 2: 6de in 1.09,02                        |
| Maria del Milagro Paris | 100m vlinderslag (v) | 7e        | serie 1: 1de in 1.02,80 finale: 7de in 1.02,89 |
| Maria del Milagro Paris | 200m vlinderslag (v) | 17e       | serie 2: 6de in 2.21,14                        |

Afghanistan · Algerije · Andorra · Angola · Australië · België · Benin · Birma · Botswana · Brazilië · Bulgarije · Colombia · Congo-Brazzaville · Costa Rica · Cuba · Cyprus · Denemarken · Dominicaanse Republiek · Duitse Democratische Republiek · Ecuador · Ethiopië · Finland · Frankrijk · Griekenland · Groot-Brittannië · Guatemala · Guinee · Guyana · Hongarije · Ierland · IJsland · India · Irak · Italië · Jamaica · Joegoslavië · Jordanië · Kameroen · Koeweit · Laos · Lesotho · Libanon · Liberia · Libië · Luxemburg · Madagaskar · Mali · Malta · Mexico · Mongolië · Mozambique · Nederland · Nepal · Nicaragua · Nieuw-Zeeland · Nigeria · Noord-Korea · Oeganda · Oostenrijk · Peru · Polen · Portugal · Puerto Rico · Roemenië · San Marino · Senegal · Seychellen · Sierra Leone · Sovjet-Unie · Spanje · Sri Lanka · Syrië · Tanzania · Trinidad en Tobago · Tsjecho-Slowakije · Venezuela · Vietnam · Zambia · Zimbabwe · Zweden · Zwitserland